# Pseudoromicia brunnea
Pseudoromicia brunnea — вид рукокрилих ссавців із родини лиликових.

## Середовище проживання
Країни поширення: Камерун, Республіка Конго, Кот-д'Івуар, Екваторіальна Гвінея, Габон, Гана, Ліберія, Нігерія, Сьєрра-Леоне. Цей вид пов'язаний з вологим тропічними лісами низовини і, можливо, сухими тропічними лісами.

## Загрози та охорона
Цей вид знаходиться під загрозою через вирубку лісів в результаті лісозаготівель, а також перетворення їх для сільськогосподарського використання. Здається, немає заходів по збереженню місця проживання цього виду.